# /dev/zero
/dev/zero је посебна датотека у оперативним системима сличним Јуниксу која пружа онај број симбола 0 (ASCII NULL, 0x00) које се читају из ње. Једна од типичних примена је да пружи ток симбола за потребе иницијализације складишта података.

## Функција
Операције читања из /dev/zero враћају онолико нултих знакова (0x00) колико се тражи у операцији читања.
За разлику од /dev/null, /dev/zero се може користити као извор, не само као синк за податке. Све операције писања у /dev/zero успевају без других ефеката. Међутим, /dev/null се чешће користи за ову сврху.
Када је /dev/zero мапиран меморијом, нпр. са , у виртуални адресни простор, то је еквивалентно употреби анонимне меморије; тј. меморија није повезана ни са једном датотеком.

## Историја
је 1988. увео SunOS-4.0 како би омогућио могућност мапирања BSS сегмента за дељене библиотеке коришћењем анонимне меморије. Средином 1990-их, HP-UX је увео mmap() заставицу MAP_ANONYMOUS која мапира анонимну меморију директно без потребе за отварањем /dev/zero. Од краја 1990-их, MAP_ANONYMOUS је подржан у већини верзија Јуникса, чиме је уклоњена првобитна сврха /dev/zero.

## Примери
Јуниксов помоћни програм dd чита октетске токове од извора до одредишта, чиме се вероватно врши конверзија података у процесу. Уништавање постојећих података на партицији системског фајла (форматирање ниског нивоа):
dd if=/dev/zero of=/dev/<destination partition>

Креирање 1 МиБ фајла, названог foobar, попуњен са знаковима нуле: 
```
dd
 
if
=
/dev/zero
 
of
=
foobar
 
count
=
1024
 
bs
=
1024

```

 Напомена: Вредност величине блока може се дати у СИ (децималним) вредностима, нпр. У GB, MB, итд. Да би се креирала датотека од 1 GB, једноставно би се унела команда:
```
dd
 
if
=
/dev/zero
 
of
=
foobar
 
count
=
1
 
bs
=
1GB

```

Напомена: Уместо стварања стварне датотеке са само нула бајтова, многи системи датотека такође подржавају креирање ретких датотека које враћају нуле при читању, али користе мање стварног простора.